# Shar Pei
Le Shar Pei  (chinois : 沙皮 ; pinyin : shā pí ; cantonais Jyutping : saa1 pei4 ; litt. « peau de sable »), Shar-Pei ou sharpeï est une race de chiens d'origine chinoise, qui se caractérise par sa peau ample qui retombe en plis.

## Historique
Les  origines chinoises du Shar-peï sont certaines. La race aurait plus de 2 000 ans : en effet des statuettes anciennes de l'époque des Han (environ 200 av. J.-C. à 200 apr. J.-C.), retrouvées dans des fouilles, représentent des Shar-peï.
Le Shar-peï existe depuis plusieurs centaines d'années dans les régions côtières de la Chine du Sud ; il serait originaire de la province du Guangdong (dont la capitale est Canton (Guangzhou)). Il est en particulier très répandu dans la ville de Dah Let, dans cette même province du Guangdong.
« Shar-peï » en chinois veut dire « peau pliée », ce qui semble bien correspondre à la définition de la texture du pelage : sec et dur, presque urticant.
Le Shar-peï  n'a jamais été un chien de luxe mais au contraire un chien rustique, utilisé par la classe paysanne pour la garde et la chasse. Son aptitude physique pour les combats l'a fait utiliser à cette fin, ce qui lui a valu son précédent nom de « chien de combat chinois ». En effet, les combats de chiens étaient un loisir très apprécié dans l'ancienne Chine, aussi bien à la campagne que dans les quartiers ouvriers de villes de province.
C'est à cette époque que certaines particularités de la race (la peau ample, les yeux enfoncés dans les plis de la face, les crocs incurvés) ont été sélectionnées pour donner plus de défenses à ces chiens lors des combats. Il est aussi rapporté qu'ils étaient drogués et abreuvés de vin pour leur donner l'agressivité qui leur fait naturellement défaut.
Au XIXe siècle, avec l'arrivée des occidentaux en Chine, de nouvelles races bien plus puissantes et combatives firent leur apparition, entre autres les bulldogs et les mastiffs. Croisés avec des races locales, ces chiens étaient des « machines de guerre » bien trop puissantes pour le Shar-peï . Ce dernier n'étant plus demandé, la race commença à s'éteindre, disparition accélérée par les lourdes taxes sur tous les chiens instaurées par le régime communiste vers 1950.
À la fin des années 1960, bien peu de spécimens survivaient encore à Hong Kong, Macao ou Taïwan, ou dans certaines provinces reculées. C'est alors que des éleveurs locaux passionnés par le Shar-peï , tels que M. Law (affixe « Down Homes ») et M. Chung (affixe « Jones »), alertèrent les Américains, afin que ces derniers recueillent la douzaine de chiens restante pour sauver la race de l'extinction.
Après une campagne de presse, plus de deux cents demandes d’adoption arrivèrent[réf. nécessaire]. Les premières naissances de shar-peï eurent lieu aux États-Unis et provoquèrent un certain engouement.

## Description
Le Shar-peï est un chien de taille moyenne (44 à 51 cm au garrot), de silhouette courte et compacte. Sa tête « en hippopotame», au chanfrein charnu, est plissée avec des yeux enfoncés et de petites oreilles portées haut et appliquées contre le crâne.
Son corps, également plissé, plonge légèrement vers l'avant. Toutes les couleurs unies, sauf le blanc, sont admises : noir et ses dérivés (marron, bleu), fauve et ses dérivés (sable, ivoire).
Avec sa gentillesse et sa douceur, il se montre sociable avec les gens et particulièrement avec les enfants. Il nous fait oublier qu’il est un excellent gardien. Le Shar-peï  est d'une intelligence moyenne mais s'avère un chien de garde hors pair. Il a un sens de la propriété très développé ; qu'il s'agisse de la maison, de la voiture ou de son maitre, il défend son entourage avec ardeur et se montre très sociable avec les autres races canines.
Ils savent se faire apprécier par leur loyauté à sa famille ; attention le Shar-peï  est un chien qui se laisse dépérir si son maître l'abandonne. Il est sensible aux réprimandes, surtout lorsqu'il estime ne pas l'avoir mérité, il peut bouder pendant un moment. Lors d'une première rencontre il est rare que le chien laisse le nouvel arrivant le caresser.

## Problèmes de santé

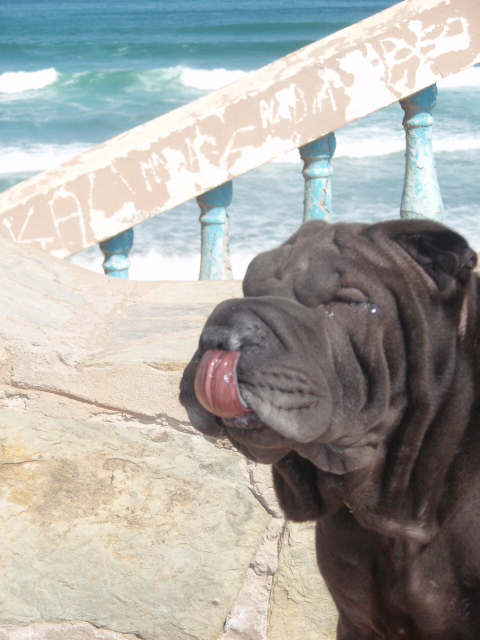
Tête plissée d'un Shar-peï très typé, voire hypertypé, avec la lèvre inférieure enroulée sur elle-même.

Le Shar-peï est victime de nombreux problèmes de santé liés aux plis de sa peau (dermatoses), qui n'existent que chez cette race d'après un article de médecine vétérinaire publié en 1990. La mucinose cutanée, l'une de ces maladies de peau propres aux Shar-peï, est due à un dépôt d'acide hyaluronique.
La race est souvent victime d'entropion des paupières supérieures et inférieures, qui demande un traitement chirurgical. Chez certains chiots Shar-peï, la lèvre inférieure s'enroule sur la mandibule, provoquant le déplacement lingual des incisives et des canines, avec un risque d’interférence sur la croissance naturelle de la mandibule. Une correction chirurgicale peut permettre à la mandibule de se développer normalement.
L'amylose est également courante chez le Shar-peï.
La carence en cobalamine est soupçonnée d'être héréditaire chez le Shar-peï. Les causes héréditaires de la carence en cobalamine peuvent en affecter le traitement cellulaire. Les Shar-peï présentent une prévalence élevée de carence en cobalamine par rapport aux autres races de chiens, et les Shar-peï non-malades peuvent néanmoins présenter une carence subclinique en cobalamine.
Il existe une forte occurrence des tumeurs mastocytaires canines chez les jeunes Shar-peï.

## Galerie photos

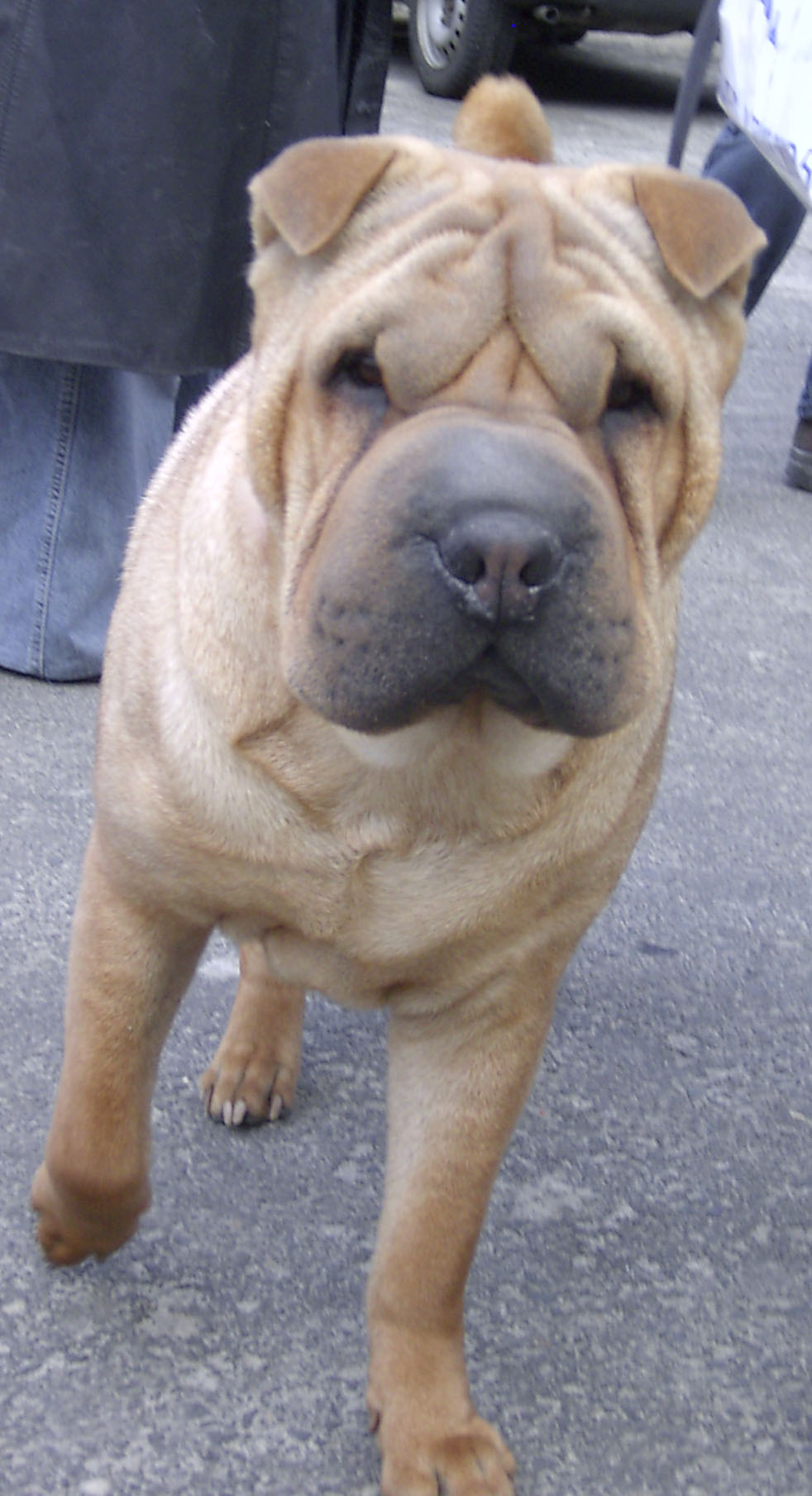
Shar Pei lors d'une exposition canine à Katowice en mars 2005.
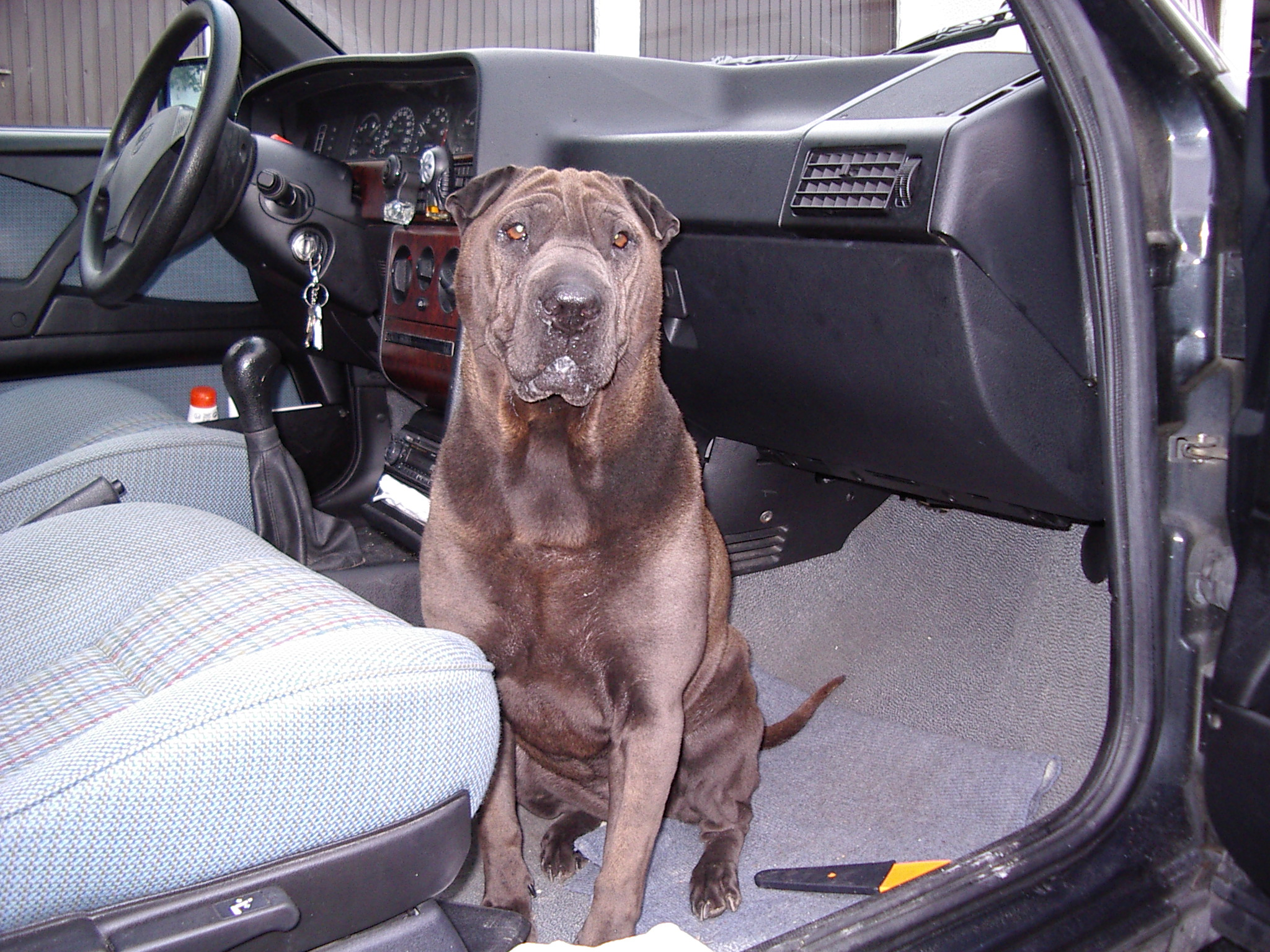
Shar Pei dans une voiture.
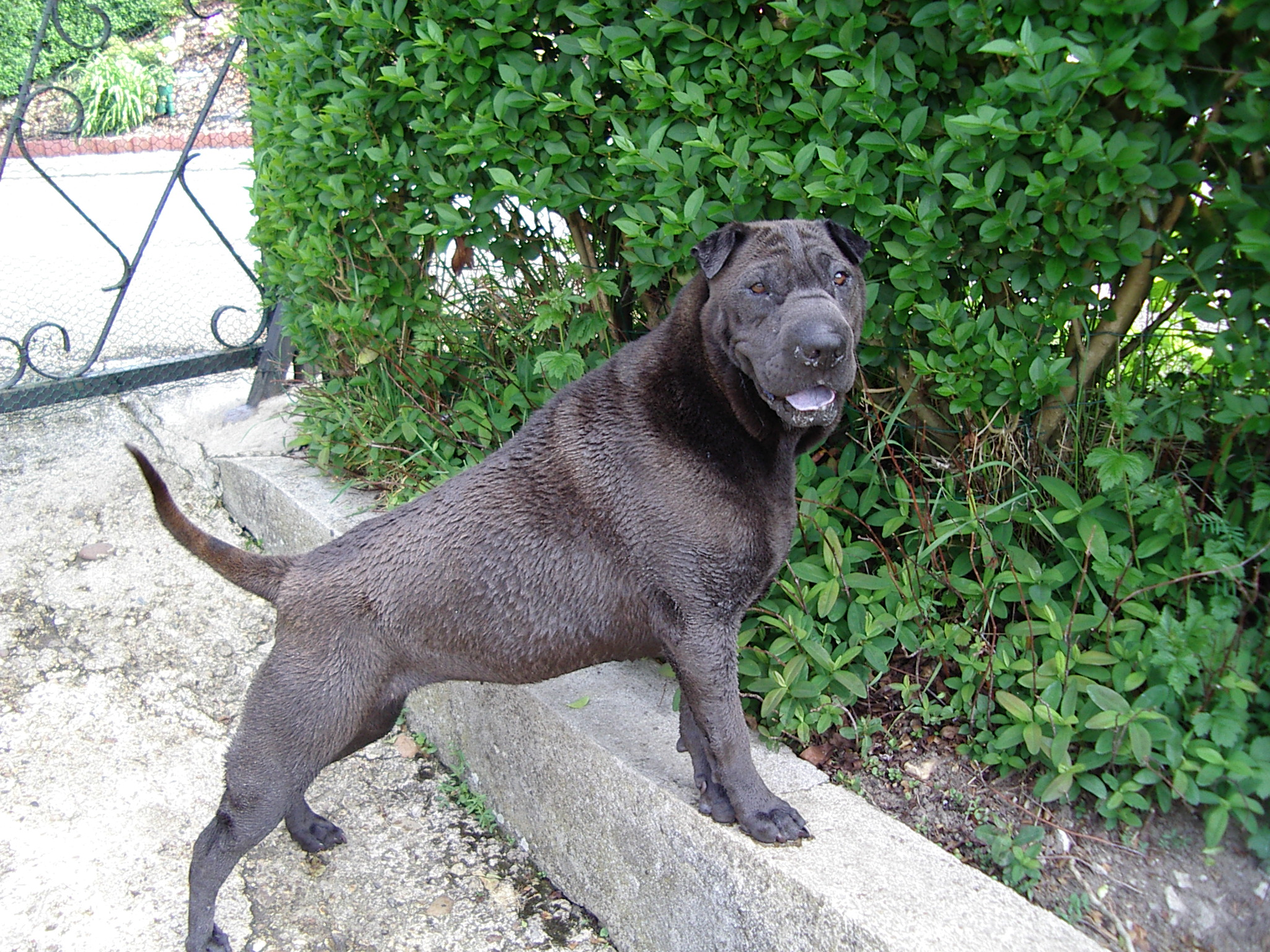
Shar Pei dans une allée de maison.
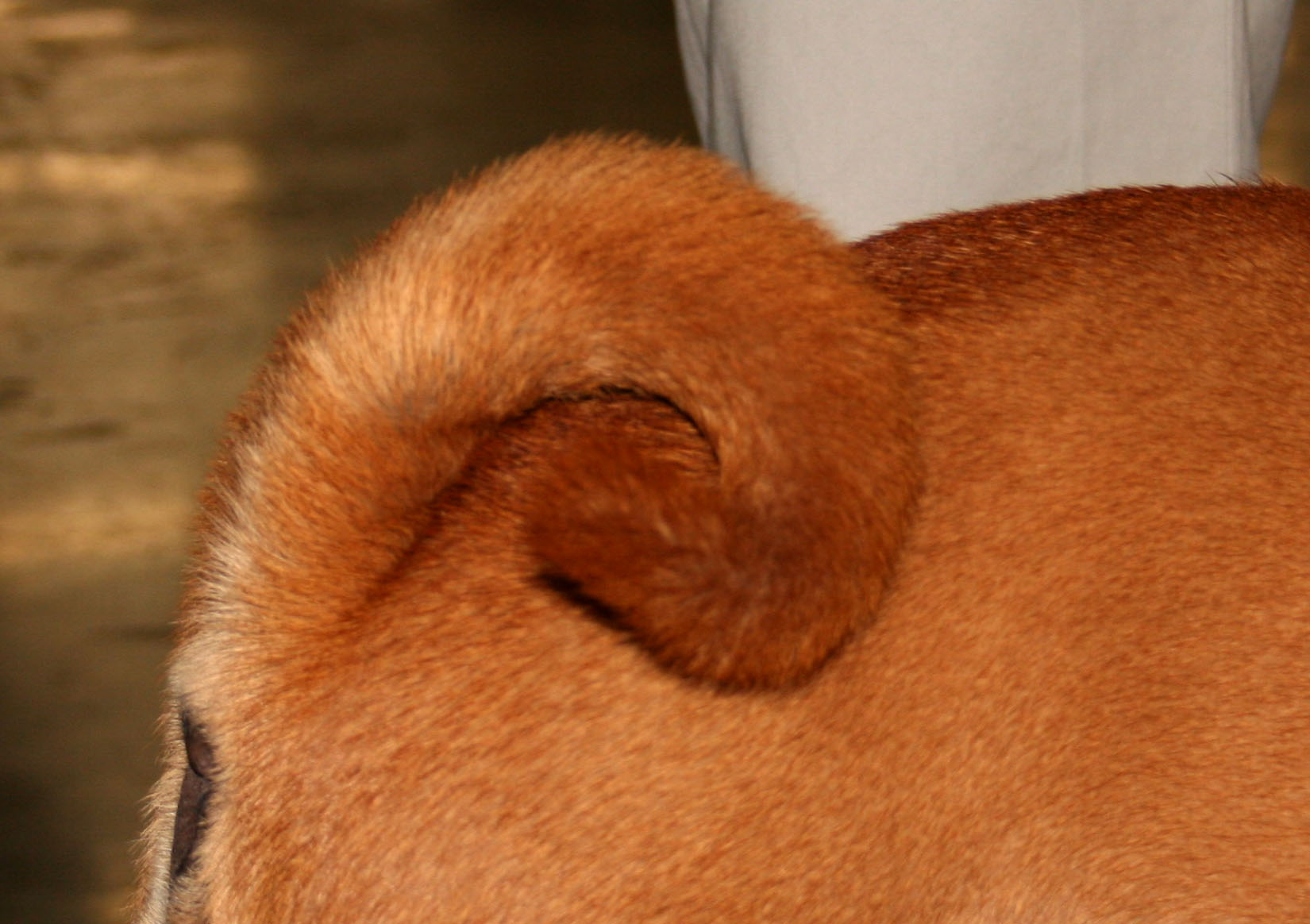
Détail sur la queue « en tire-bouchon ».
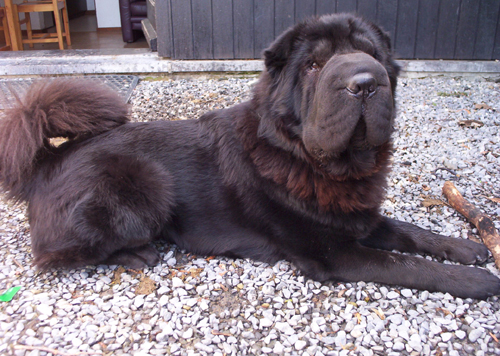
Un shar-peï Bearcoat.
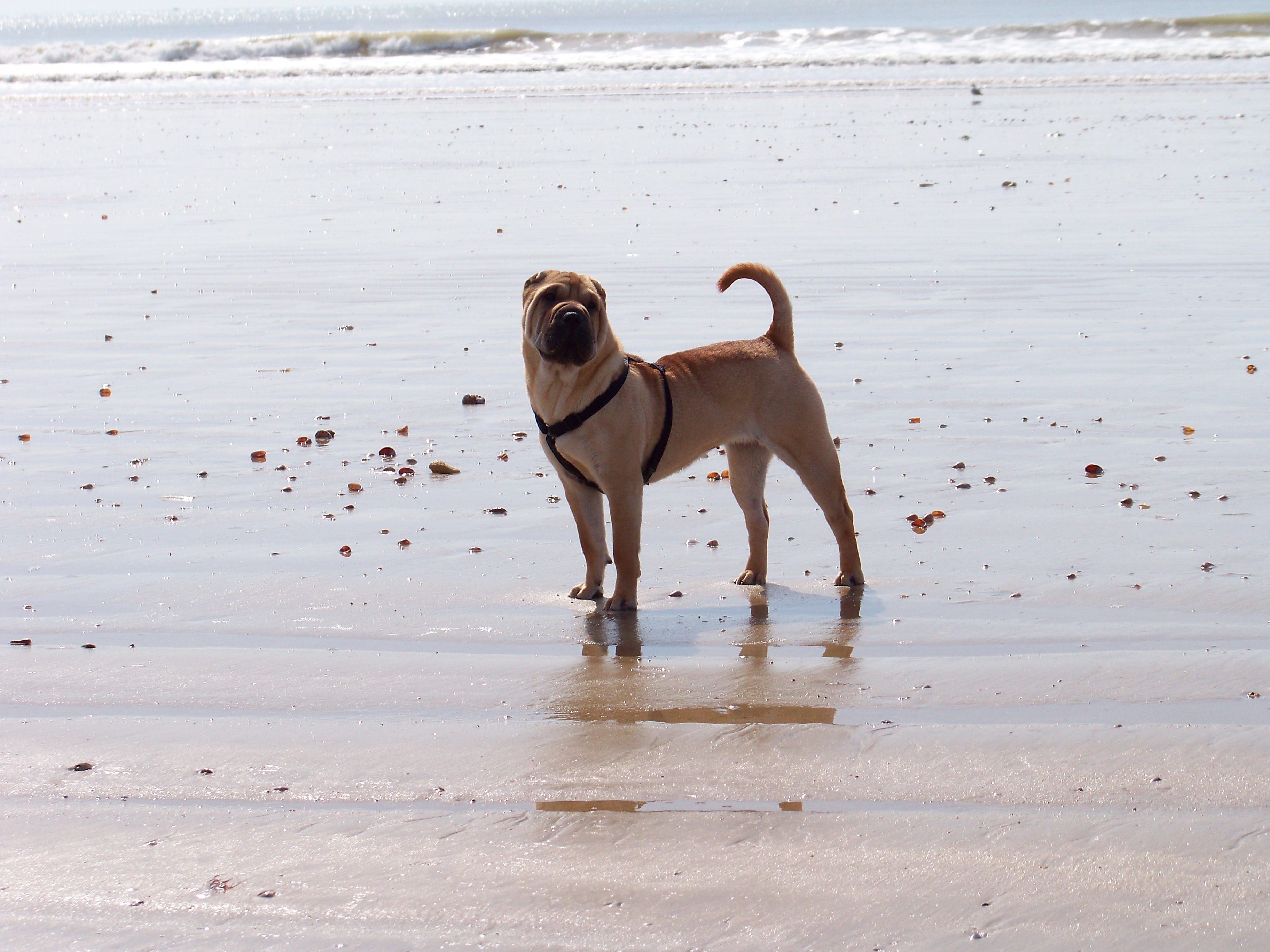
Shar Pei fauve agée de 9 mois.
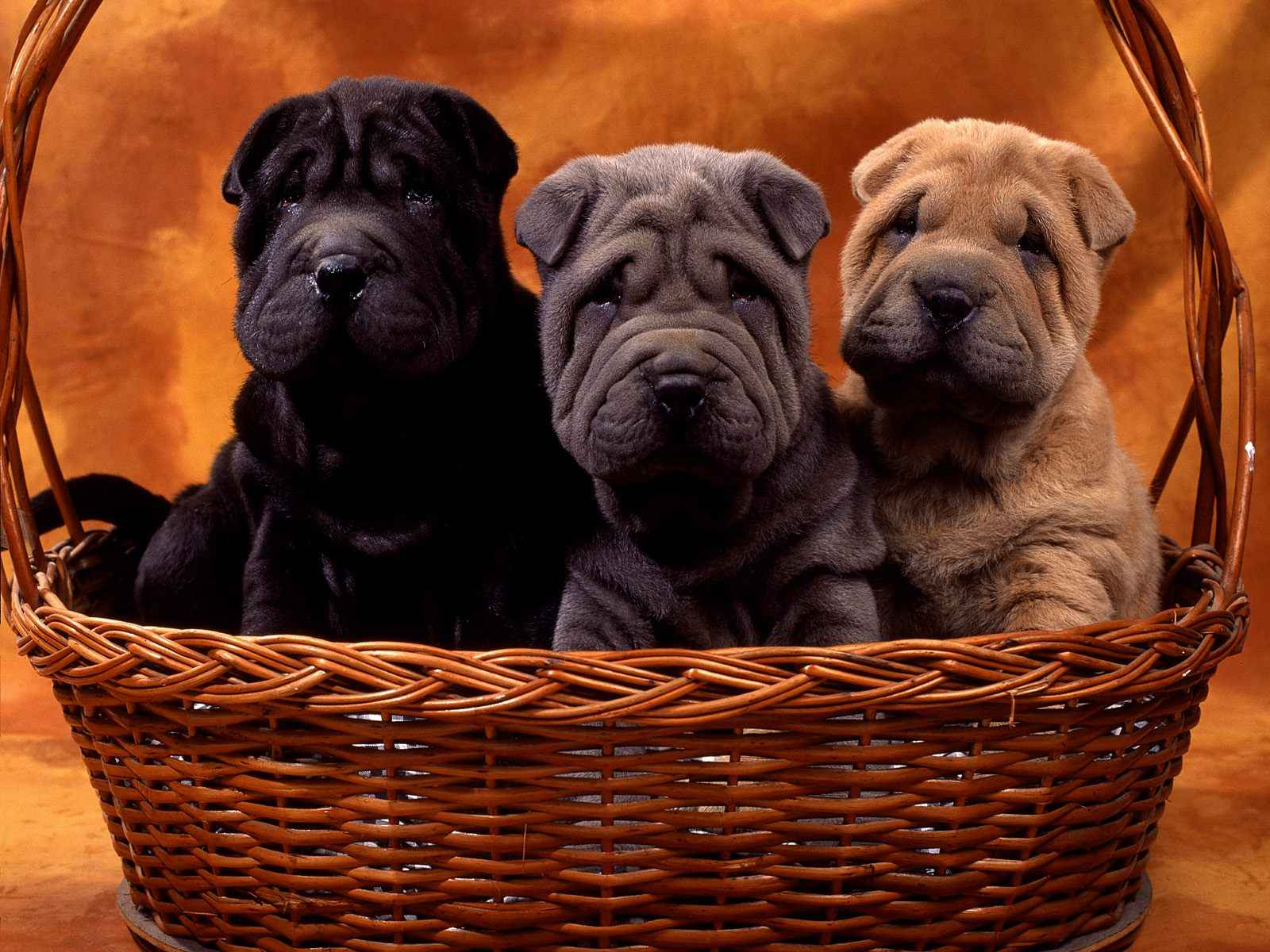
Trois jeunes Shar-Pei.